# Terrence
Pour l’article ayant un titre homophone, voir Térence.
 (novembre 2022).
Terrence est un prénom masculin, porté surtout aux États-Unis.

## Personnalités
Pour les articles sur les personnes portant ce prénom, consulter les listes générées automatiquement pour Terrence